# Batalla del riu Guadiaro
La batalla del riu Guadiaro és una de les Batalles de la Fitna, va ser la continuació, unes tres setmanes més tard, de la batalla d'Aqbat al-Bakr (aquesta darrera del 2 de juny de 1010).
Els historiadors sembla que confonen la Batalla del riu Guadiaro i la Batalla d'Aqbat al-Bakr
Segons Víctor Balaguer, a la seva obra "Historia de Cataluña y de la Corona de Aragón",(1860), la del Guadiaro va ser una derrota, però en canvi a Ermessenda de Carcassona, dona d'estat es considera la batalla de Guadiaro i a continuació, el saqueig de Còrdova com una victòria.
L'exèrcit català, d'uns 9.000 homes organitzat per Ramon Borrell, lluitava en el bàndol del Príncep Mohamed (amb un exèrcit d'uns 30.000 homes)en la seva lluita contra Suleiman aliat de castellans i amazics. Però els castellans ja havien marxat i Ramon Borrell només va haver de combatre (a favor i en contra) de musulmans. El combat amb Suleiman va tenir lloc a la plana d'Acbatalbacar. Abans de tornar cap Catalunya, els catalans,junt amb el Príncep Mohames, es replegaren sobre Còrdova i la van saquejar. El botí va ser enorme, especialment en forma d'or i de pedres precioses. Addicionalment aquesta acció bèl·lica va tenir un gran ressò i va donar prestigi a l'exèrcit català en el món islàmic. Tanmateix, un terç dels expedicionaris catalans foren morts,entre els quals hi havia, el germà del comte de Barcelona, Ermengol d'Urgell a qui potser va matar el mateix Suleiman. També hi moriren els bisbes de Barcelona, de Vic i de Girona